# Ванджу
Ванджу́ (кор. 완주군?, 完州郡?, Wanju-gun) — уезд в провинции Чолла-Пукто, Южная Корея.

## Города-побратимы
Ванджу является городом-побратимом следующих городов:
- Содэмунгу, Сеул, Республика Корея
- Сочхогу, Сеул, Республика Корея
- Чхильгок, провинция Кёнсан-Пукто, Республика Корея
- Хуайань, провинция Цзянсу, Китай